# 三栗崇
三栗 崇（みつくり たかし、1939年2月19日 - ）は、富山県出身の体操選手。富山県立富山中部高等学校から東京教育大学に進む。1960年ローマオリンピック、1964年東京オリンピック体操男子団体金メダリスト。妻は同じ体操選手の中村多仁子。引退後は国際武道大学教授を務めた。

## 成績
- 1960年 ローマオリンピック 男子団体総合金メダル
- 1962年 世界選手権（チェコ・プラハ） 男子団体総合金メダル、個人総合6位、あん馬銅メダル
- 1964年 東京オリンピック 男子団体総合金メダル
- 1966年 世界選手権（西ドイツ・ドルトムント）男子団体総合金メダル、鉄棒銅メダル